# Wikariat apostolski Leticia

Położenie wikariatu na mapie Kolumbii

Mapa wikariatu

Wikariat apostolski Leticia – (łac. Apostolicus Vicariatus Laetitiae, hiszp. Vicariatos Apostólico de Leticia) – rzymskokatolicki wikariat apostolski ze stolicą w Leticia, w Kolumbii. Jest sufraganią archidiecezji Florencia.
W 2022 na terenie wikariatu apostolskiego pracowało 7 zakonników i 15 sióstr zakonnych.

## Terytorium
Wikariat apostolski obejmuje świecki departament Amazonas. Większość jego obszaru porastają amazońskie lasy deszczowe.

## Historia
Od 1893 ludność współczesnego wikariatu ewangelizowana była przez hiszpańskich kapucynów. W 1904 tutejsze misje powierzono zakonnikom z kapucyńskiej Prowincji Katalonii i Balearów.
8 lutego 1951, z mocy decyzji papieża Piusa XII wyrażonej w bulli Quo efficacius, erygowano prefekturę apostolską Leticia. Dotychczas tereny nowej prefektury należały do zlikwidowanego tego dnia wikariatu apostolskiego Caquetá.
23 października 2000 prefekturę apostolską Leticia podniesiono do godności wikariatu apostolskiego.

## Ordynariusze

### Prefekci apostolscy Letici
- o. Marceliano Eduardo Canyes Santacana OFMCap (11 stycznia 1952 - 4 marca 1989)[a][b]
- ks. Alfonso Yepes Rojo (4 marca 1989 - 21 maja 1990)
- ks. William de Jesús Ruiz Velásquez (8 lipca 1997 - 2000)

### Wikariusze apostolscy Letici
- bp José de Jesús Quintero Díaz (23 października 2000 - nadal) biskup tytularny Chimæra

## Parafie
- Marianito de Jesús Eusse (Leticia)
- Nuestra Señora de Fátima (Puerto Arica)
- Nuestra Señora del Carmen (Tarapaca)
- Puerto Alegría (Puerto Alegría)
- Sagrada Familia de Nazaret (Leticia)
- Sagrado Corazón de Jesús (Leticia)
- San Antonio de Padua	(Mirití-Paraná)
- San Francisco de Loretoyaco (Puerto Nariño)
- San Francisco Javier	(Araracuara, Puerto Santander)
- San José (La Pedrera)
- San José (Kilómetro 6, Leticia)
- San Rafael (Leticia)
- Santa Teresita (La Chorrera)[2]